# Friedrich August Arnold
Friedrich August Arnold, född den 16 november 1812 i Halle, död där den 18 augusti 1869, var en tysk arabist.
Arnold, som var extra ordinarie professor vid universitetet i Halle, var sekreterare i tyska orientaliska sällskapet samt utgav bland annat en kritisk textupplaga av de sju Moallakat (1850) och en Chrestomathia arabica med ordbok (1853).